# Carabus loschnikovi
Carabus loschnikovi es una especie de insecto adéfago del género Carabus, familia Carabidae. Fue descrita científicamente por Fischer von Waldheim en 1823.
Habita en Kazajistán, Mongolia y Rusia. La especie es de color negro, marrón o morado, y puede variar de 15 a 16 milímetros (0,59 a 0,63 pulgadas) de largo.